# Doktryna wyzwalania
Doktryna wyzwalania – ogłoszona w 1952 roku przez znanego amerykańskiego socjologa Jamesa Burnhama. Na jej ogłoszenie duży wpływ miał przyszły amerykański sekretarz stanu w latach 1953–1959 John Foster Dulles (wpływ na kształt doktryny wyzwalania miała inna doktryna z 1949 roku sformułowana przez Dullesa). Obowiązywała w amerykańskiej polityki zagranicznej do 1956 roku. Doktryna zakłada podjęcie przez kraje Zachodu działań na rzecz całkowitego zniszczenia komunizmu i wyzwolenia tych krajów Europy Wschodniej i Środkowej, które po 1945 roku  znalazły się pod kuratelą Związku Radzieckiego. Doktrynę tę poparło wielu polityków zachodnioeuropejskich m.in. Walter Hallstein.